# Kakraparská jaderná elektrárna
Kakraparská jaderná elektrárna (anglicky Kakrapar nuclear power plant) je provozní jadernou elektrárnou v Indii. Nachází se poblíž města Súrat v Indii. Elektrárna zahrnuje tři provozní jaderné reaktory, dva o hrubém výkonu 220 MW a jeden větší 700 MW. Ve výstavbě je další 700 MW reaktor. Elektrárnu vlastní a provozuje národní společnost Indian Atomic Energy Corporation. Elektrárna není pod dohledem MAAE.

## Historie a technické informace

### Počátky
V 80. letech 20. století indické ministerstvo energetiky stanovilo program rozvoje jaderné energetiky až do roku 2000. Do budoucna se počítalo s tím, že ministerstvo bude projektovat, stavět a provozovat nová zařízení prostřednictvím subdodavatelů. V rámci indického programu jaderné energie byla plánována nová jaderná elektrárna Kakrapar se dvěma reaktory, které měly zahájit provoz již v letech 1990 a 1991. Počáteční práce na místě začaly v roce 1981, což z Kakraparu činí pátou indickou jadernou elektrárnu.

### Bloky 1 a 2
Výstavba prvního bloku byla zahájena 1. prosince 1984. Jedná se o těžkovodní jaderný reaktor IPHWR-220 o hrubém výkonu 220 MW a čistém výkonu 202 MW. Zároveň byly předobjednány všechny komponenty pro bloky 1 a 2. Stavba 2. bloku byla zahájena 1. dubna 1985, jde o identický typ, jako blok jedna. Za účelem zkrácení doby výstavby byly provedeny úpravy na nádobě reaktoru, zvané calandria. Výroba této nádoby v Indii obvykle trvá přibližně sedm let. Změny znamenaly, že výroba těchto součástek se mohla zkrátit zhruba na rok.

#### Uvedení do provozu
První blok, Kakrapar-1, byl poprvé synchronizován s elektrickou sítí 24. listopadu 1992 a do komerčního provozu byl uveden 6. května 1993. Kakrapar-2 zahájil provoz 4. března 1995 a do komerčního provozu byl blok uveden 1. září 1995. Uvedení do provozu bylo značně kontroverzní, protože systém nouzového chlazení reaktorů nebyl předem testován. Ještě v roce 1995 bylo do obou reaktorů během běžné údržby v umístěno 35 kazet thoriového paliva, a to jak v kanálech s vysokým i nízkým výkonem. Toto udělalo z prvního bloku v Kakraparu první těžkovodní elektrárnu na světě, která jako palivo používala thorium. V roce 1995 byl první blok schopen fungovat kolem 300 hodin plného zatížení s thoriovým palivem a druhý blok byl schopen běžet 100 hodin plného zatížení s tímto palivem.
V letech 1999 až 2000 byly reaktory modernizovány instalací nového řídicího rozhraní pro řídicí systém reaktorů. V letech 2002 a 2003 dosáhl první reaktor faktoru využití 98,4 %, čímž byl vytvořen světový rekord pro těžkovodní reaktory. Po útocích v Novém Dillí v roce 2007 panovaly prvotní obavy, že cílem teroristického útoku by mohla být i indická jaderná zařízení. V důsledku toho se zvýšil monitoring jaderných elektráren. V srpnu 2006 si několik lidí v okolí jaderné elektrárny Kakrapar všimlo dvou mužů, kteří vstoupili do blízkosti elektrárny s automatickými zbraněmi. Tato zóna ale nepatří mezi ohrožené oblasti v okolí jaderné elektrárny, proto nenastala žádná reakce.
První blok elektrárny v letech 2004-2005 pracoval nepřetržitě po dobu 370 dní, což je nejvíce ze všech energetických jednotek provozovaných společností Indian Atomic Energy Corporation.

### Bloky 3 a 4
Dne 24. prosince 2006 indický ministr životního prostředí a lesů potvrdil, že v Kakraparu budou postaveny další dva reaktory, každý o výkonu 700 MW. Dva reaktory budou první s tímto výkonem v Indii. Plánování začalo již před rokem 2006. Reaktory měl stavět provozovatel, společnost Nuclear Power Corporation of India Limited. První práce na místě začaly v roce 2007. Bylo plánováno, že do roku 2008 bude možné nalít první beton pro základy reaktorů. 16. ledna 2010 byly zahájeny zemní práce na místech určených pro stavbu třetího a čtvrtého bloku. Výstavba obou bloků byla zahájena dne 22. listopadu 2010. Jedná se o těžkovodní jaderné reaktory IPHWR-700 o hrubém výkonu 700 MW a čistém výkonu 630 MW.

#### Uvedení do provozu
Třetí energetický blok byl po obtížích s dodávkou materiálu spuštěn 22. července 2020. Do komerčního provozu přešel 30. června 2023. Blok 4 poprvé dosáhl kritičnosti 17. prosince 2023. Stal se tak druhým sedmiset megawattovým těžkovodním reaktorem, který v Indii funguje. Čtvrtý blok byl připojen k síti 20. února 2024. Do komerčního provozu přešel 31. března 2024.

## Informace o reaktorech
| Reaktor    | Typ reaktoru | Výkon  | Výkon  | Zahájení výstavby | Připojení k síti | Uvedení do provozu | Uzavření |
| Reaktor    | Typ reaktoru | Čistý  | Hrubý  | Zahájení výstavby | Připojení k síti | Uvedení do provozu | Uzavření |
| ---------- | ------------ | ------ | ------ | ----------------- | ---------------- | ------------------ | -------- |
| Kakrapar-1 | IPHWR-220    | 202 MW | 220 MW | 1. 12. 1984       | 24. 11. 1992     | 6. 5. 1993         |          |
| Kakrapar-2 | IPHWR-220    | 202 MW | 220 MW | 1. 4. 1985        | 4. 3. 1995       | 1. 9. 1995         |          |
| Kakrapar-3 | IPHWR-700    | 630 MW | 700 MW | 22. 11. 2010      | 10. 1. 2020      | 30. 6. 2023        |          |
| Kakrapar-4 | IPHWR-700    | 630 MW | 700 MW | 22. 11. 2010      | 20. 2. 2024      | 31. 3. 2024        |          |